# Mandevilla bogotensis
Mandevilla bogotensis är en oleanderväxtart som först beskrevs av Carl Sigismund Kunth, och fick sitt nu gällande namn av R. E. Woodson. Mandevilla bogotensis ingår i släktet Mandevilla och familjen oleanderväxter. Inga underarter finns listade i Catalogue of Life.